# باشگاه فوتبال وینگز
باشگاه فوتبال وینگز اف سی یک باشگاه فوتبال در شهر ددیدو در کشور گوام می‌باشد که در لیگ برتر فوتبال گوام بازی می‌کند.